# Contea di Grady (Georgia)
La contea di Grady (in inglese Grady County) è una contea dello Stato della Georgia, negli Stati Uniti. La popolazione al censimento del 2000 era di 23 659 abitanti. Il capoluogo di contea è Cairo.